# Vokiečių gatvė

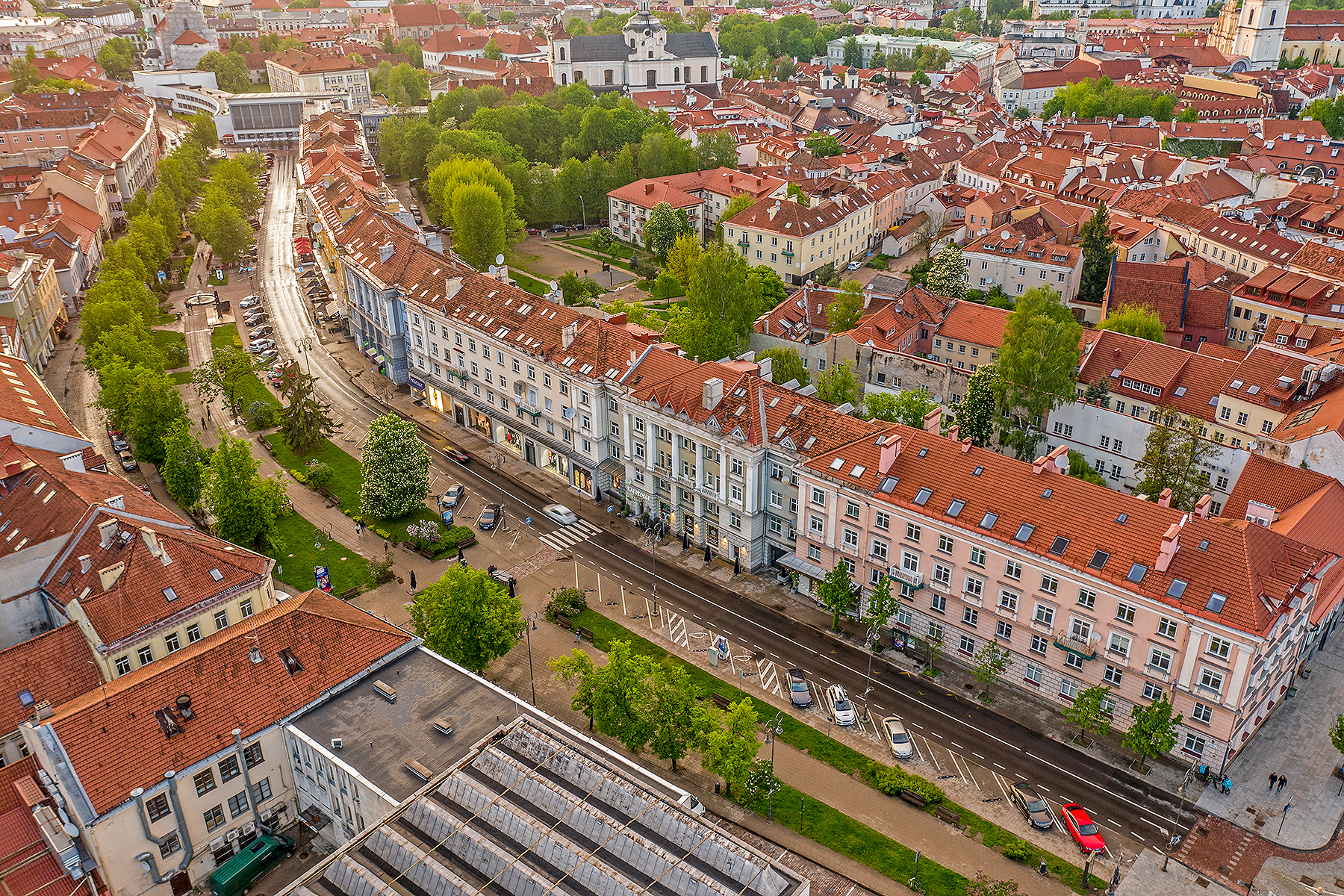

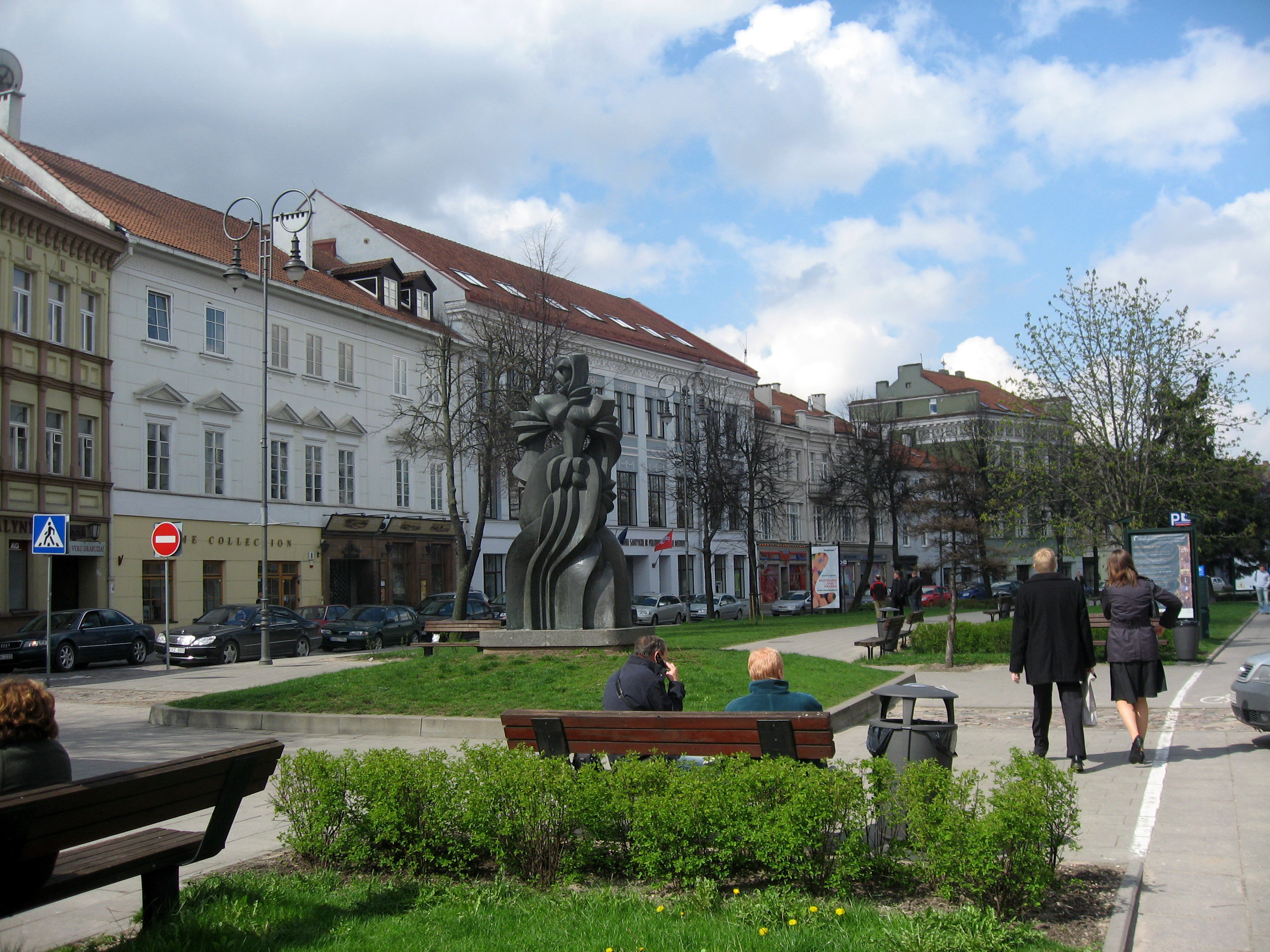

Deutsche Straße / Vokiečių gatvė (jidd. Deitsche Straße) ist eine der ältesten Straßen in der Altstadt Vilnius, Litauen. Sie verbindet Trakų gatvė, Dominikonų gatvė, Didžioji, Rūdninkų am Rathaus Vilnius. Es gibt das Zentrum für Zeitgenössische Kunst, ein Institut der Vilniaus universitetas, Evangelisch-Lutherische Kirche Vilnius. 

## Geschichte
Seit den Zeiten von Gediminas gab es hier niedergelassene Kaufleute und Handwerker aus den Hansestädten. Urkundlich wurde sie 1576 erwähnt. Im 15.–16. Jahrhundert war sie eine der schönsten und wichtigsten Straßen der Stadt mit zwei- und dreistöckigen Steinhäusern.  Bis zum Zweiten Weltkrieg war die Straße das Handelszentrum. Das Ghetto Vilnius bestand aus zwei Teilen, dem Großen und dem Kleinen Ghetto, die voneinander durch die Vokiečių gatvė getrennt waren. In der Sowjetzeit wurde sie als Muziejaus gatvė bezeichnet.
Am 3. Oktober 2016 wurden zudem litauisch-deutsche zweisprachige Straßenschilder aufgestellt.